# Julio-Septiembre (manzana)
Julio-Septiembre es el nombre de una variedad cultivar de manzano (Malus domestica). Esta manzana es originaria de Galicia, está cultivada en la colección de árboles frutales y banco de germoplasma de Mabegondo con el Nº 26; ejemplares procedentes de esquejes localizados en San Juan de Piñeiros, parroquia del municipio de Mugardos (La Coruña).

## Sinónimos
- "Manzana Julio-Septiembre",[4][5]
- "Maceira Julio-Septiembre".

## Características
El manzano de la variedad 'Julio-Septiembre' tiene un vigor elevado. Tamaño grande y porte erguido.
Época de inicio de brotación a partir del 11 de abril y de floración a partir de 29 abril.
Las hojas tienen una longitud del limbo de tamaño medio, con la máxima anchura del limbo estrecha. Longitud de las estípulas larga y la máxima anchura de las estípulas es ancha. Denticulación del borde del limbo es serrado, con la forma del ápice del limbo mucronado y la forma de la base del limbo es obtuso. Con subestípulas presentes.
Sus flores tienen una longitud de los pétalos corta, anchura de los pétalos es estrecha, disposición de los pétalos libres entre sí, con una longitud del pedúnculo corta.
La variedad de manzana 'Julio-Septiembre' tiene un fruto de tamaño medio, de forma plana-globosa, de color bicolor, con chapa salpicada, e intensidad fuerte. Epidermis de textura desigual con pruina en su superficie, y con presencia de cera media. Sensibilidad al "russeting" (pardeamiento áspero superficial que presentan algunas variedades)  poco sensible. Con lenticelas de tamaño mediano.
Los sépalos están dispuestos parcialmente replegados, superpuestos en su base; fosa calicina muy profunda de una anchura media. Pedúnculo de grosor grueso y de longitud corto, siendo la cavidad peduncular media y de anchura ancha. Con pulpa de color blanca, de firmeza es intermedia y textura crocante; su jugosidad es jugosa con sabor de acidez media-alta no dulce, y poco aromática.
Época de maduración y recolección a partir del 2 de septiembre. 'Julio-Septiembre' es una manzana dedicada a la producción de sidra.

## Susceptibilidades
- Oidio: ataque débil
- Moteado: no presenta
- Raíces aéreas: ataque débil
- Momificado: no presenta
- Pulgón lanígero: ataque medio
- Pulgón verde: no presenta
- Araña roja: no presenta
- Chancro del manzano: no presenta[3]